# Bongo Comics

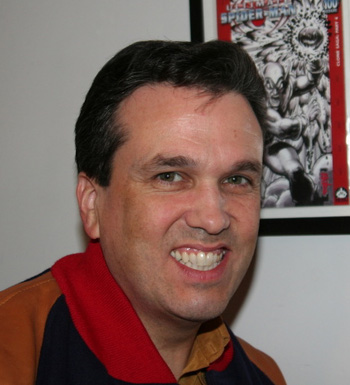
Bill Morrison director y editor de Bongo Comics.

Bongo Comics fue una compañía de comics fundada en 1993 por Matt Groening creador de Los Simpson y Futurama junto a Bill Morrison. Publicaba comics relacionados con las series animadas de la televisión Los Simpson y Futurama, junto a otro material no relacionado con ambos programas.
En 1996, Grupo Editorial Vid de México adquirió la licencia de publicaciones de Bongo Comics para México, y se publicaron 186 números de Simpson Comics (en sí 133 números de la serie regular, 21 de Bart Simpson y algunos de Hombre Radioactivo, Lisa Comics y otros). En el 2006 por primera vez en Argentina hubo Bongo Comics en la mano de Genios y Sticker Design. En España la encargada de los comics de Los Simpson es Ediciones B, habiendo publicado hasta el 300. Futurama nunca se ha publicado, pero Ediciones B ha anunciado el segundo semestre de 2010 la salida del primer recopilatorio español, Futurama 1, con los primeros 8 comics.
Por otro lado, Bongo Comics se dedica a la publicación de otros personajes que nada tienen que ver con las mencionadas series, habiendo lanzado al mercado americano la primera serie de cómics de Bob Esponja, la nueva serie de Sergio Aragonés ("Sergio Aragones Funnies"), Mylo Xyloto Comics, inspirada en la famosa canción, y escrito por Chris Martin y otros miembros de Coldplay y series limitadas desarrolladas por los miembros del personal creativo, "Roswell, the little green man" y "Heroes anonymous" ambas de Bill Morrison, "Hopster's tracks" de Stephanie Gladden y "Emu & Tylacine" de Paul Dini.

## Crisis y posible cierre
Bongo Comics ha ido reduciendo sus publicaciones paulatinamente y en los mentideros se especula con la desaparición de la editorial. Aunque nada sobre este cierre está confirmado, la empresa ha hecho público que pone punto final a su serie estrella, Simpson Comics, en las tiendas desde 1993, y que deja en stand-by la publicación de series menores, como Bob Esponja Comics, o Futurama Comics, que abandona el papel para pasar a editarse solo en formato digital.
Todas estas acciones hacen presagiar un posible final de la compañía de Santa Mónica, aunque, ninguno de sus responsables ha admitido este hecho.

## Series principales
- Simpson Comics (1993-2018) 245 números, finalizada
 Contó con multitud de miniseries derivadas, no detalladas.
- Futurama Comics (2000-2018) 83 números, detenida
- Bart Simpson Comics 100 números, finalizada
- Rosswell, el pequeño hombrecito verde (1996-1999) 6 números, finalizada
- Héroes Anónimos (1997) 6 números, finalizada
- Emu & Tylacine 2 números, finalizada
- Hopster track's 4 números, finalizada
- The Official History of Bongo Comics (1993) One-shot
- Mylo Xyloto Comics (2012) 7 números, finalizada
- Sergio Aragonés Funnies  (2011-2014), finalizada
- Bob Esponja Cómics (2012-2018), detenida